# Lassen County
Lassen County je okres na severu státu Kalifornie v USA. K roku 2000 zde žilo 34 895 obyvatel. Správním městem okresu je Susanville. Celková rozloha okresu činí 12 225,7 km². Na východě sousedí se státem Nevada.

## Sousední okresy
| Růžice kompasu |               | Modoc County  |                    | Růžice kompasu |
| Růžice kompasu | Shasta County | Sever         | Washoe County (NV) | Růžice kompasu |
| Růžice kompasu | Shasta County | Lassen County | Washoe County (NV) | Růžice kompasu |
| Růžice kompasu | Shasta County | Jih           | Washoe County (NV) | Růžice kompasu |
| Růžice kompasu |               | Plumas County | Sierra County      | Růžice kompasu |